# Xã Bridgewater, Quận McCook, South Dakota
Xã Bridgewater (tiếng Anh: Bridgewater Township) là một xã thuộc quận McCook, tiểu bang Nam Dakota, Hoa Kỳ. Năm 2010, dân số của xã này là 127 người.